# Ulica Wyhowskiego (Lwów)
Ulica Vyhovsky jest jedną z głównych ulic Okręgu Kolejowego Lwów, łączy ulice Horodocka z ulicą Włodzimierza Wielkiego. Przebiega przez dzielnice Signivka, Bogdanovka i Sknilivok.

## Tytuł
Pierwsza nazwa ulicy pochodzi od Walentiny Tierieszkowej, pierwszej kobiety w kosmosie. Współczesna nazwa związana jest z hetmanem Ukrainy Iwana Wyhowskiego.

## Główne obiekty
Na ulicy zlokalizowanych jest szereg ważnych obiektów infrastrukturalnych. Wszystkie ważne obiekty infrastruktury społecznej i gospodarczej znajdują się po parowej stronie ulicy. Niespokojna strona ulicy – głównie budynki mieszkalne – od początku ulicy do skrzyżowania z  ul.Lubińską głównie 4-kondygnacyjne "Chruszczowka", od Lubińskiej do skrzyżowania przy ul.Kulparkiwska – budynki mieszkalne z lat 70-80 XX wieku. Jedynym dużym obiektem po niesparowanej stronie, poza budynkami mieszkalnymi, znajduje się park im. Vyhovsky.
Niesparowana strona ulicy zaczyna się blokiem prywatnych parterowych budynków.
Pod adresem ul. Wyhowskiego, 34 znajduje się administracja Okręgu Kolejowego Lwowa we Lwowie. Budynek powstał w latach 70. XX wieku.
Pod adresem ul. Wyhowskiego 100 znajduje się centrum handlowe „VAM”, na parterze którego znajduje się supermarket „Silpo”.

### Parki
Na ulicy są dwa parki – po stronie niesparowanej stosunkowo niewielki park im. Hetmana Wyhowskiego, a po drugiej stronie ulicy od skrzyżowania z ulicą Lubińską do centrum handlowego Piwdenny  partk Sknilowskiego.

### Kościoły
W pobliżu skrzyżowania z ulicą Lubińską znajduje się cerkiew Wniebowstąpienia Pańskiego (zbudowana w latach 1998-2009). W pobliżu wejścia do centrum handlowego „Piwdenny” znajduje się drewniany kościół pw. Wstawiennictwa Najświętszej Bogurodzicy (2008). Oba kościoły podlegają jurysdykcji Kościoła Prawosławnego na Ukrainie.

## Transport
Ulica Wyhowskiego jest jedną z najważniejszych autostrad w Okręg kolejowy we Lwowie, dlatego w obu kierunkach panuje intensywny dwupasmowy ruch drogowy. Na całej długości ulicy kursuje znaczna liczba trolejbusów kilku autobusów miejskich i podmiejskich oraz minibusów.